# Мандрак
Мандрак мађионичар (енгл. Mandrake the Magician) је стрип јунак, мађионичар чије способности превазилазе способности обичног илузионисте. Осмислио га је Ли Фолк 1924. као деветнаестогодишњак, али се први пут појавио тек десет година касније. Најбаљи пријатељи су му Лотар и девојка Најда. У Финској је назив за овог јунака Таика-Џим (Taika-Jim). Мандрак важи за првог суперхероја у историји стрипа.
Шездесетих година 20. века, Федерико Фелини, пријатељ Ли Фолка планирао је снимање филма Мандрак. 
Бивши амерички бејзбол играч Дон Мјулер је носио надимак Мандрак мађионичар.